# Твібі
Твібі (груз. ტვიბი) — село в Грузії.
За даними перепису населення 2014 року в селі проживає 36 особа.